# Берндтсон, Гуннар
Гуннар Фредрик Берндтсон (фин. Gunnar Berndtson; 24 октября 1854, Гельсинфорс, Великое княжество Финляндское, Российская империя — 9 апреля 1895, там же) — финский художник. Представитель реалистического направления в живописи Финляндии.

## Биография
Родился в семье известного прозаика и поэта Фредрика Берндтсона шведского происхождения. Образование получил в Политехническом институте (ныне Хельсинкский технологический университет). С 1869 года дружил с членами столичной Академии изящных искусств. Брал уроки живописи у Эрика Йохана Лёфгрена и других.
К 1876 году принял решение стать художником и отправился в Париж, где поступил в Школу изящных искусств в мастерскую Жана-Леона Жерома, учился там до 1882 года. Во время своего пребывания входил в группу художников, объединившихся вокруг Альберта Эдельфельта, находился под влиянием стиля живописных работ, выставленных в Салоне. Первая выставка Гю Берндтсон состоялась в Салоне в 1878 году.
В 1882—1883 годах жил в Египте во французской общине, создавая портреты и занимаясь иллюстрирование для французского журнала «Le Monde illustré».
В 1889 году за портретную живопись был награждён Государственной премией. Часто возвращался в Париж, чтобы с успехом выставляться в парижском Салоне. С 1890 по 1892 год преподавал в финской Академии изящных искусств. В числе его известных учеников были Эллен Теслефф и Магнус Энкель.
Г. Берндтсон умер в 1895 году от «дегенеративного заболевания» (возможно сифилиса). Похоронен на кладбище Хиетаниеми в Хельсинки.
- Альме, египетская танцовщица (1883)
- Игра в шахматы (1878)
- Портрет стоматолога (1889)
- Его имя (1890)
- В Лувре
- Иллюстрация